# Космос-213
Космос 213 — испытательный полёт советского космического корабля «Союз 7К-ОК». Аппарат отработал автоматическую стыковку с другим кораблём «Союз», совершавшим полёт под названием Космос-212. При стыковке выполнял пассивную роль.